# João Souza
João Olavo Souza (* 27. května 1988, Mogi das Cruzes) je brazilský profesionální tenista. Ve své dosavadní kariéře na okruhu ATP World Tour nevyhrál žádný turnaj. Na challengerech ATP a okruhu Futures získal k březnu 2014 jedenáct titulů ve dvouhře a jedenáct ve čtyřhře.
Na žebříčku ATP byl nejvýše ve dvouhře klasifikován v září 2011 na 84. místě a ve čtyřhře v lednu 2013 na 70. místě. K roku 2011 jej trénoval bývalý brazilský tenista Ricardo Acioly.

## Finále na challengerech ATP a okruhu Futures

### Dvouhra: 11 (8–3)
| Legenda           |
| ----------------- |
| Challengery (3–2) |
| Futures (5–1)     |

| Stav      | Č. | Datum              | Turnaj      | Povrch     | Soupeř ve finále     | Výsledek           |
| Finalista | 1. | 30. října 2006     | São Paulo   | antuka     | Juán-Pablo Villar    | 7–6(7–5), 7–6(8–6) |
| Vítěz     | 1. | 7. května 2007     | São Paulo   | antuka     | André Miele          | 6–3, 6–2           |
| Vítěz     | 2. | 26. listopadu 2007 | Santos      | antuka     | Juán-Pablo Villar    | 6–1, 6–2           |
| Vítěz     | 3. | 3. prosince 2007   | Fortaleza   | antuka     | Juán-Pablo Villar    | 6–4, 2–0 retired   |
| Vítěz     | 4. | 28. ledna 2008     | Bucaramanga | antuka     | Juan Sebastián Cabal | 4–6, 6–2, 6–2      |
| Vítěz     | 5. | 17. listopadu 2008 | Bauru       | antuka     | Gastón Giussani      | 7–6(9–7), 7–6(7–3) |
| Finalista | 2. | 2. listopadu 2009  | Medellín    | antuka     | Juan Ignacio Chela   | 6–4, 4–6, 6–4      |
| Vítěz     | 6. | 12. dubna 2010     | Bogotá      | antuka (h) | Alejandro Falla      | 4–6, 6–4, 6–1      |
| Vítěz     | 7. | 26. září 2010      | Bogotá      | antuka     | Reda El Amrani       | 6–4, 7–6(7–5)      |
| Vítěz     | 8. | 24. dubna 2011     | Santos      | antuka     | Diego Junqueira      | 6–4, 6–2           |
| Finalista | 9. | 16. května 2011    | Záhřeb      | antuka     | Diego Junqueira      | 6–3, 6–4           |

### Čtyřhra: 16 (7–9)
| Legenda           |
| ----------------- |
| Challengers (1–4) |
| Futures (6–5)     |

#### Vítěz (7)
| Č. | Datum              | Turnaj     | Povrch | Spoluhráč       | Finalisté                            | Výsledek         |
| 1. | 20. listopadu 2006 | Criciúma   | antuka | André Miele     | Carlos Avellán Tiago Lopes           | 6–4, 6–4         |
| 2. | 27. listopadu 2006 | Uruguaiana | antuka | André Miele     | Tiago Lopes Caio Zampieri            | 7–6(7–5) 6–2     |
| 3. | 21. května 2007    | Chapecó    | antuka | André Miele     | Thomaz Bellucci Caio Burjaili        | 2–6, 6–2, 6–2    |
| 4. | 29. října 2007     | Itu        | antuka | André Miele     | Raony Carvalho Rodrigo Grilli        | 2–6, 6–4, [10–7] |
| 5. | 3. prosince 2007   | Fortaleza  | antuka | André Pinheiro  | Henrique Pinto-Silva Gabriel Pitta   | bez boje         |
| 6. | 21. ledna 2008     | Manizales  | antuka | André Miele     | Matteo Marrai Walter Trusendi        | 6–4, 6–4         |
| 7. | 24. dubna 2009     | Pereira    | antuka | Víctor Estrella | Juan Sebastián Cabal Alejandro Falla | 6–4, 6–4         |